# Legrandia
Legrandia (лат.) — монотипный род двудольных растений семейства Миртовые (Myrtaceae), включающий вид Legrandia concinna (Phil.) Kausel. Выделен ботаником Эбергардом Максом Леопольдом Каузелем в 1944 году.
Род назван в честь доктора биологических наук, уругвайца Диего Легранда, занимавшегося изучением миртовых.

## Распространение, описание
Единственный вид является эндемиком Чили, распространённым в центральной части страны среди гор Анд.
Нанофанерофиты либо фанерофиты. Небольшие деревья высотой до 8 м. Листья от эллиптической до обратнояйцевидной формы, размером 2—2,5×0,8—3 см, голые, реже слегка опушённые. Плод длиной 1,5—2,5 см, от желтоватого до красновато-коричневого цвета, обычно с одним семенем. Цветут в декабре, плодоносят в феврале и марте.